# Trastornos de relación
Se denominan trastornos de relación a aquellos trastornos de personalidad que se encuentran asociados con como un individuo gestiona las interacciones con otras personas. 
De acuerdo a la Clasificación Internacional de los trastornos mentales (DSM-V), se identifica de forma específica a aquellos trastornos de la personalidad  vinculados con las relaciones interpersonales. 
Ejemplos de trastornos de relación son:
- Trastorno esquizoide de la personalidad: que corresponde a personas que poseen una actitud distante en las relaciones sociales.
- Trastorno límite de la personalidad: que corresponde a personas que se caracterizan por presentar un comportamiento inestable en las relaciones sociales.
- Trastorno histriónico de la personalidad: que corresponde a personas que denotan una necesidad muy fuerte de recibir atención.
- Trastorno narcisista de la personalidad: que corresponde a personas que denotan una necesidad muy fuerte de ser admirados.

En todos estos trastornos se observa bien un deseo muy fuerte de estar en cercanía con el otro (como por ejemplo lo que se observa en aquellas personas que presentan trastornos de personalidad con dependencia), o bien por un deseo muy fuerte de estar distanciado con respecto al otro (como por ejemplo lo que se observa en aquellas personas que presentan trastornos de personalidad tipo esquizoides).